# 魯緬采沃站
魯緬采沃站（羅馬化：Rumyantsevo）是莫斯科地鐵的車站之一。魯緬采沃站是索科利尼基線的車站，開通於2016年1月18日。車站名稱來自於魯緬采沃村。